# Alternativer Schiffsantrieb
Alternative Schiffsantriebe sollen den CO2-Ausstoß im Hinblick auf die Nachhaltigkeit reduzieren, um den Klimawandel einzudämmen. Genauso wie der Flugverkehr, ist die Schifffahrt eine schwierig zu dekarbonisierendes Verkehrsmittel. Bisher wird noch ein Großteil der Schiffe mit Schweröl angetrieben, das mithilfe von großen Schiffsdieselmotoren verbrannt wird. Problematisch hierbei sind die Kohlenstoff- und Schwefelemissionen.

## Regulierung
Seit 2020 gilt neuer Grenzwert für Schwefelanteil in Schiffkraftstoffen von höchstens 0,5 Prozent statt zuvor 3,5 Prozent oder das Abgas kann ansonsten mit Scrubber gereinigt werden.
Ab 2025 gilt die FuelEU Maritime-Verordnung, welche in der europäischen Union die Schifffahrt klimafreundlicher machen soll. Dabei soll bis 2030 mindestens ein Prozent des Schiffstreibstoffs synthetisches E-Fuel sein und bis 2034 sollen es mindestens zwei Prozent sein. So soll stufenweise der CO2-Ausstoß gesenkt werden, bis 2035 sollen es schon 14,5 Prozent Verminderung sein und bis 2050 80 Prozent.

## Typen

### Elektrische Antriebe bzw. elektrische Hybridantriebe
Aufgrund der geringen Energiedichte von Batterien sind elektrische Antriebe nur für kleine Boote mit geringer Reichweite möglich. Für große Hochseeschiffe kommen höchstens Hybridsysteme, kombiniert mit Akkumulatoren in Frage. Größere Solarboote sind teilweise ebenfalls mit einem Zusatzantrieb ausgestattet.
In Kombination mit Brennstoffzellen könnten die Treibstoffe Wasserstoff, Methanol oder Ammoniak indirekt Elektromotoren antrieben. Dabei kann mit erst mit Brennstoffzellen aus dem Treibstoff Strom generiert werden, der dann über Elektromotoren für Antrieb sorgt.

### Flüssigerdgas (LNG)
Eine kohlenstoffhaltige Brückentechnologie wären Antriebe mit LNG als Brennstoff für Schiffe. Dies wäre übergangsweise ein Zwischenlösung und die Einsparungen an Treibhausgasen wären nicht sehr hoch. Allerdings ließen sich dabei die Stickoxide und der Feinstaub im Abgas drastisch reduzieren. In der Realität gibt es solche Schiffe schon, zumeist als LNG-Tanker.

### Synthetische Kraftstoffe, E-Fuels bzw. Power-to-X

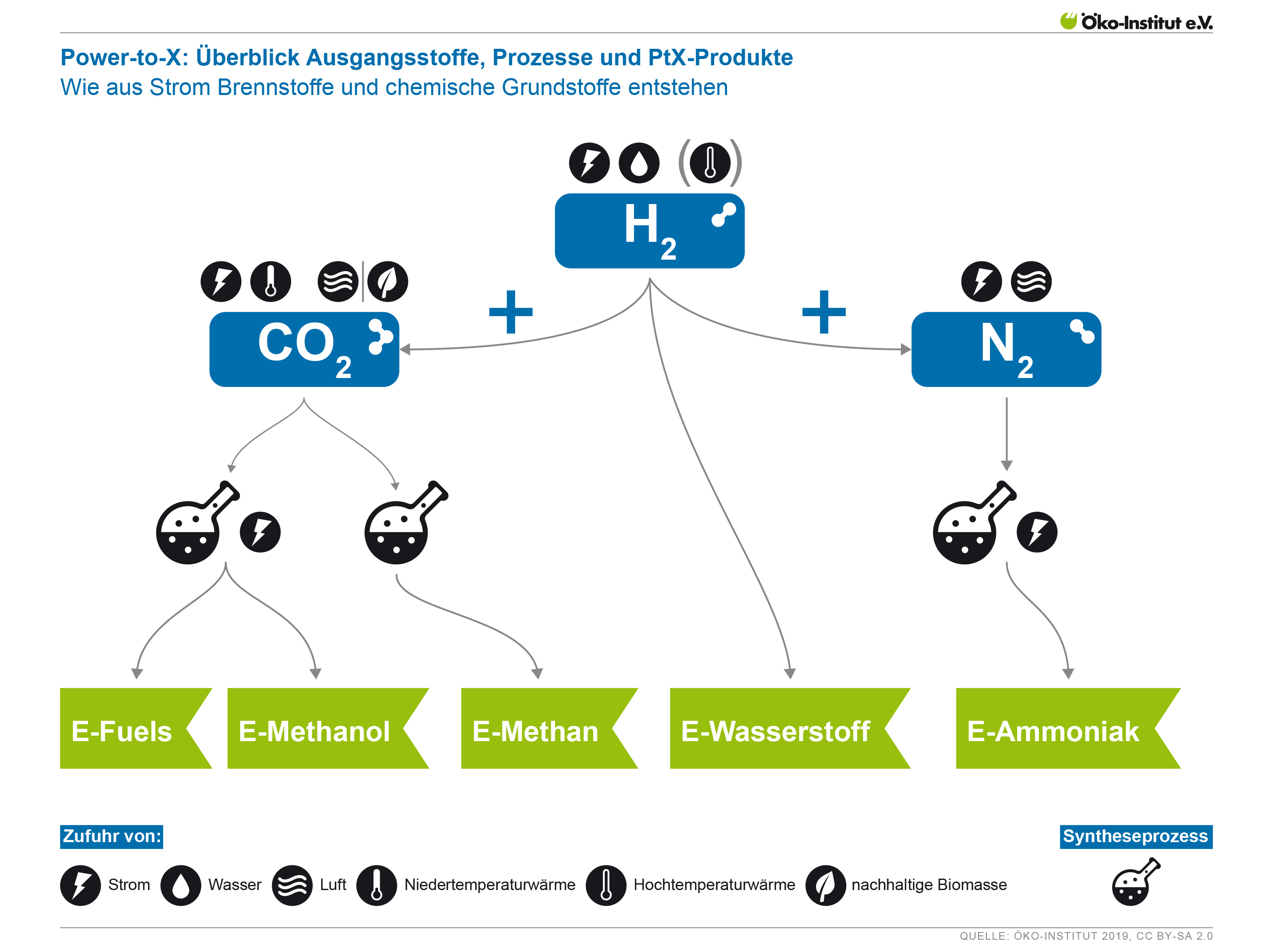
Power-to-X Technik

Durch Synthetische Kraftstoffe, E-Fuels und Power-to-X ließen sich unter anderem durch Power-to-Gas und Power-to-Liquid mit Strom eine Vielzahl von verschiedenen gasförmigen und flüssigen Kraftstoffe herstellen, die auch für die Schifffahrt verwendet werden könnten. Je nach Nachhaltigkeit der Rohstoff- bzw. Energiequellen, können so ein weitgehend klimaneutrale Kraftstoffe synthetisiert werden. Noch sind diese Verfahren zu teuer.

#### Methanolantrieb
Es gibt schon große Schiffe der Mærsk-Equinox-Klasse, die wahlweise sowohl mit Methanol als auch mit Schiffsdiesel betankt werden können. Dies würde den Einstieg in eine eventuelle zukünftige Methanolwirtschaft den Weg bereiten. Falls das Methanol über Power-to-Liquid mit grünem Wasserstoff hergestellt wird, ist es sehr klimafreundlich. Außer in Verbrennungsmotoren könnte man das mit Brennstoffzellenantrieb realisieren. Verbrennungsmotoren an sich, müssen nur relativ geringfügig verändert werden müssen.

#### Ammoniak
Außerdem könnte Ammoniak in Verbrennungsmotoren oder Brennstoffzellen zum Einsatz kommen. Im großen Maßstab könnte es nachhaltig mit dem Haber-Bosch-Verfahren hergestellt werden. Problematisch ist dabei die Entstehung des klimaschädlichen Lachgases und die Toxizität. Dieses Lachgas kann aber mit einem nachfolgenden Katalysator unschädlich gemacht werden. Vorteile von Ammoniak sind: es ist relativ kostengünstig und es muss nicht so stark gekühlt werden, um es flüssig zu halten.
|                                      | Methanol          | Ammoniak                                 | LNG             |
| Summenformel                         | CH4O              | NH3                                      | CH4             |
| Energiedichte (flüssig)              | 14,9 MJ/l         | 12,7 MJ/l                                | 21,2 MJ/l       |
| Lagerung                             | Raumtemp. / 1 bar | −33 °C flüssig oder Raumtemp. bei 10 bar | −162 °C         |
| Umrüstaufwand                        | niedrig           | hoch                                     | hoch            |
| Tankvolumen (im Vergleich zu Diesel) | × 2,4             | × 2,8 (flüssig) oder × 3,4 (unter Druck) | × 1,7 (flüssig) |
| Toxizität                            | mittel            | hoch                                     | niedrig         |

#### Wasserstoffantrieb
Hier könnten Brennstoffzellen zum Einsatz kommen, um aus Wasserstoff Strom für den Antrieb zu generieren. Das Problem beim Wasserstoff ist die zu geringe Energiedichte pro Volumen, selbst bei kryogenen verflüssigtem Wasserstoff. Bei U-Booten wird diese Technik teilweise eingesetzt oder bei der Wasserstoffyacht von Bill Gates.

#### Synthetischer Diesel
Der Kohlenstoff hierfür stammt entweder aus pflanzlichen Reststoffen oder von fossilen Brennstoffen. Durch Hydrierung in Verbindung mit Fischer-Tropsch-Synthese kann das hergestellt werden. Dies kann als sogenannter Drop-in-Kraftstoff in herkömmlichen Motoren verwendet werden.

### Biokraftstoffe
Als Ergänzung der Spektrums könnten kleinere Mengen an Biokraftstoffen zum Einsatz kommen. Sehr große Mengen wären wegen der Limitierung der Anbauflächen nicht möglich.

### Windkraft
Windkraft könnte eine gute unterstützende Antriebskraft für herkömmliche Systeme sein und so die Emissionen deutlich senken. Mit Einschränkung der Verfügbarkeit von Wind, kämen verschiedene Optionen zur Wahl. Der Vorteil ist die weitgehende Unschädlichkeit.

#### Klassische Segelschiffe
Segelschiffe sind eine seit Jahrhunderten erprobte, aber inzwischen überholte Technik. Hierbei treibt der Wind die Segel der Schiffes an. Inzwischen ist dies kaum noch wirtschaftlich konkurrenzfähig für den weltweiten Transport. Heute gibt es neuere Techniken außer gewöhnlichen Segeln.

#### Flettner-Rotor
Mit Flettner-Rotoren ließe sich eine Unterstützung für den Hauptantrieb mit Windkraft realisieren. Noch ist das nicht im großen Maßstab verbreitet. Es gibt dies schon seit über hundert Jahren, es wird jetzt mit den neuen Klimazielen wieder aktuell.

### Nuklearantrieb
Heute meist nur noch im militärischen Bereich bei Atom-U-Booten, großen Flugzeugträgern oder Eisbrechern eingesetzt. Für kommerzielle Zwecke haben sich Reaktorschiffe als nicht wirtschaftlich herausgestellt. Der Vorteil ist, das man jahrelang ohne Tankstopps unterwegs sein könnte.